# Список похороненных на Новодевичьем кладбище (С)
Новодевичье кладбище является одним из самых известных некрополей Москвы. Оно было образовано в 1898 году вдоль южной стены Новодевичьего монастыря, где имеется дворянский некрополь XIX века. В советское время это было второе по значимости кладбище после некрополя у Кремлёвской стены. Многие могилы Новодевичьего кладбища являются объектами культурного наследия. В данной статье представлен список значимых людей, похороненных на Новодевичье кладбище, фамилии которых начинаются на букву «С».

## Список
- Сабашников, Михаил Васильевич (1871—1943) — книгоиздатель, политический деятель; 4 уч. 57 ряд.
- Сабуров, Александр Николаевич (1908—1974) — командир партизанского соединения, генерал-майор, Герой Советского Союза; 4 уч. 52 ряд.
- Саваренский, Евгений Фёдорович (1911—1980) — геофизик, член-корреспондент АН СССР (1966); 3 уч. 35 ряд.
- Саваренский, Фёдор Петрович (1881—1946) — гидрогеолог, академик АН СССР (1943); 3 уч. 35 ряд.
- Савва, Владимир Артёмович (1923—1948) — майор, Герой Советского Союза; 4 уч. 56 ряд.
- Саввина, Ия Сергеевна (1936—2011) — актриса театра и кино, народная артистка СССР; 3 уч. 58а ряд.
- Савельев, Максимилиан Александрович (1884—1939) — экономист, журналист, политический деятель, академик АН СССР (1932); колумбарий, 78 секция, в районе 2 уч.
- Савина-Гнесина, Евгения Фабиановна (1871—1940) — пианистка, педагог, заслуженный деятель искусств РСФСР (1935); 2 уч. 5 ряд.
- Савицкая, Елена Фёдоровна (1908—1959) — актриса театра и кино, актриса Московского театра оперетты с 1937 года, заслуженная артистка РСФСР (1952); на памятнике фамилия написана как Савицкая-Викторова; 5 уч. 31 ряд.
- Савицкий, Георгий Константинович (1887—1949) — живописец и график, действительный член АХ СССР; сын художника К. А. Савицкого; 2 уч. 39 ряд.
- Савицкий, Евгений Яковлевич (1910—1990) — лётчик, Маршал авиации, дважды Герой Советского Союза; 10 уч. 6 ряд.
- Савич, Овадий Герцович (1896—1967) — писатель, поэт, переводчик; колумбарий, секция 130.
- Савченко, Игорь Андреевич (1906—1950) — кинорежиссёр, заслуженный деятель искусств РСФСР; 4 уч. 45 ряд.
- Садовский, Пров Михайлович (1874—1947) — актёр, режиссёр и художественный руководитель Малого театра, народный артист СССР; 2 уч. 26 ряд.
- Садовский, Фёдор Титович (1892—1971) — инженер, государственный деятель, заместитель министра промышленности строительных материалов СССР, профессор ; 7 участок, 19 ряд, правая сторона, место 10.
- Садовской, Борис Александрович (1881—1952) — поэт, прозаик, литературный критик; 4 уч. 11 ряд.
- Сажин, Михаил Петрович (1845—1934) — народник, участник Парижской Коммуны, сподвижник М. А. Бакунина; 1 уч. 47 ряд, рядом с монастырской стеной.
- Сажин, Николай Петрович (1897—1969) — металлург, академик АН СССР (1964), Герой Социалистического Труда (1967); 6 уч. 22 ряд у Центральной аллеи.
- Сакулин, Павел Никитич (1868—1930) — литературовед, академик АН СССР (1929); автор памятника Л. В. Шервуд; 2 уч. 11 ряд.
- Самарин, Александр Михайлович (1902—1970) — металлург, академик АН СССР (1966); 7 уч. пр.ст. 13 ряд.
- Самойлова, Татьяна Евгеньевна (1934—2014) — актриса театра и кино, народная артистка РФ; 5 уч. 23а ряд.
- Самосуд, Самуил Абрамович (1884—1964) — оперный дирижёр, народный артист СССР; 3 уч. 57 ряд.
- Самохвалов, Александр Иванович (1902—1956) — Нарком цветной металлургии СССР (1939—1940); 3 уч. 62 ряд.
- Самохвалов, Николай Степанович (1918—1944) — лётчик-истребитель, капитан, Герой Советского Союза (1943); 4 уч. 6 ряд.
- Самсонов, Константин Яковлевич (1916—1977) — полковник, Герой Советского Союза; 4 уч. 43 ряд.
- Санаев, Всеволод Васильевич (1912—1996) — актёр театра и кино, народный артист СССР; 10 уч. 9 ряд.
- Санников, Григорий Александрович (1899—1969) — поэт; 3 уч. 63 ряд.
- Саранчёв, Николай Георгиевич (1906—1944) — лётчик, майор, Герой Советского Союза (1940); колумбарий, 3 уч. слева от барельефа АНТ-20 «Максим Горький».
- Саркизов-Серазини, Иван Михайлович (1887—1964) — учёный, коллекционер, один из основоположников лечебной физкультуры и спортивной медицины в СССР, заслуженный деятель науки РСФСР; 8 уч. 5 ряд.
- Саркисьянц, Георгий Георгиевич (1934—2011) — советский и российский спортивный журналист и телекомментатор, известный по телепередаче «Футбольное обозрение», Заслуженный работник культуры Российской Федерации; 6 уч.
- Сарыгин, Александр Васильевич (1920—1960) — лётчик-испытатель, полковник, Заслуженный лётчик-испытатель СССР (1959), Герой Советского Союза (1957); 8 уч. 4 ряд.
- Сауков, Александр Александрович (1902—1964) — геохимик, член-корреспондент АН СССР (1953); 6 уч. 11 ряд.
- Сафонов, Григорий Николаевич (1904—1972) — Генеральный прокурор СССР (1948—1953); колумбарий, 136 секция.
- Сахаров, Борис Андреевич (1914—1973) — химик, металлург, член-корреспондент АН СССР; 7 уч. лев.ст. 5 ряд.
- Сахаровский, Александр Михайлович (1909—1983) — начальник Первого главного управления КГБ СССР, генерал-полковник; 7 уч. лев. ст. 20 ряд.
- Сахновский, Василий Григорьевич (1886—1945) — режиссёр, театровед, педагог, народный артист РСФСР (1938), доктор искусствоведения (1939); 2 уч. 17 ряд.
- Сац, Илья Александрович (1875—1912) — композитор, дирижёр, виолончелист; перезахоронен с Дорогомиловского кладбища; 2 уч. 15 ряд.
- Сац, Наталия Ильинична (1903—1993) — основательница и руководитель Детского музыкального театра; 2 уч. 15 ряд.
- Сварог, Василий Семёнович (1883—1946) — живописец; автор памятника Н. В. Томский; 2 уч. 40 ряд.
- Свердлин, Лев Наумович (1901—1969) — актёр театра и кино, народный артист СССР; 7 уч. пр. ст. 8 ряд.
- Светлов, Михаил Аркадьевич (1903—1964) — поэт; автор памятника Эрнст Неизвестный; 6 уч. 11 ряд.
- Светловидов, Николай Афанасьевич (1889—1970) — актёр театра, народный артист СССР; на плите фамилия написана как Светловидов-Седых; колумбарий, 38 секция, нижний ряд, в районе 4 уч. 34 ряда.
- Свешников, Александр Васильевич (1890—1980) — хоровой дирижёр, ректор Московской консерватории; 9 уч. 5 ряд.
- Свилова, Елизавета Игнатьевна (1900—1975), кинорежиссёр, жена Д. Вертова; 6 уч., 19 ряд.
- Свиридов, Георгий Васильевич (1915—1998) — композитор, пианист; автор памятника М. К. Аникушин; 10 уч. 9 ряд.
- Свирщевский, Бронислав Станиславович (1904—1954) — автор трудов по эксплуатации машинно-тракторного парка, академик ВАСХНИЛ (1948); 2 уч. 35 ряд.
- Свободин, Николай Капитонович (1898—1965) — актёр театра и кино, народный артист РСФСР; колумбарий, 127 секция, нижний ряд.
- Северцов, Алексей Николаевич (1866—1936) — биолог, академик РАН и АН СССР ; 3 уч. 9 ряд.
- Седин, Иван Корнеевич (1906—1972) — нарком нефтяной (1940—1944) и текстильной (1945—1948) промышленности СССР, Герой Социалистического Труда (1944); 7 уч. лев. ст. 2 ряд.
- Селиванов, Николай Николаевич (1905—1965) — архитектор, автор здания издательства «Московский рабочий» и ряда гостиниц ВДНХ; 6 уч. 29 ряд.
- Селин, Фёдор Ильич (1899—1960) — футболист, Заслуженный мастер спорта СССР (1934); 2 уч. 38 ряд.
- Селих, Яков Григорьевич (1892—1967) — журналист, заместитель (1935—1938) и исполняющий обязанности (1938—1941) главного редактора газеты «Известия»; колумбарий, секция 129-20-3.
- Сельвинский, Илья Львович (1899—1968) — поэт, драматург; 7 уч. пр.ст. 3 ряд.
- Семашко, Николай Александрович (1874—1949) — нарком здравоохранения РСФСР, академик АМН СССР; 1 уч. 46 ряд рядом с башней монастырской стены.
- Семёнов, Николай Анатольевич (1918—1982) — директор комбината «Маяк» (1960—1971), заместителем Министра среднего машиностроения СССР (1971—1982), Герой Социалистического Труда (1952); 9 уч. 8 ряд.
- Семёнов, Николай Николаевич (1896—1986) — один из основоположников химической физики, академик АН СССР, лауреат Нобелевской премии по химии; 10 уч. 4 ряд.
- Семёнов, Юлиан Семёнович (1931—1993) — писатель; 5 уч. 15 ряд рядом с отцом Семёном Ляндресом.
- Семёнова, Марина Тимофеевна (1908—2010) — балерина, народная артистка СССР, Герой Социалистического Труда; 10 уч. 10 ряд.
- Сенкевич, Юрий Александрович (1937—2003) — путешественник, телеведущий; 10 уч. 8 ряд
- Сепп, Евгений Константинович (1878—1957) — невропатолог, академик АМН СССР; 5 уч. 6 ряд
- Серафимович, Александр Серафимович (1863—1949) — писатель; 1 уч. 44 ряд.
- Сербин, Иван Дмитриевич (1910—1981) — заведующий Отделом оборонной промышленности ЦК КПСС (1958—1981); 9 уч. 7 ряд.
- Сербский, Владимир Петрович (1858—1917) — профессор, один из основоположников судебной психиатрии; 3 уч. 38 ряд
- Сергеев, Николай Дмитриевич (1910—1999) — Адмирал флота; 11 уч. 4 ряд
- Сергейчук, Константин Яковлевич (1906—1971) — нарком, затем министр связи СССР; 7 уч. лев.ст. 2 ряд.
- Сергиев, Пётр Григорьевич (1893—1973) — паразитолог, вирусолог и эпидемиолог, академик АМН СССР (1944), Герой Социалистического Труда (1963); 4 уч. 36 ряд
- Серебровский, Александр Сергеевич (1892—1948) — генетик, член-корреспондент АН СССР, академик ВАСХНИЛ; 4 уч. 15 ряд
- Серёгин, Иван Николаевич (1913—1964) — ректор Литературного института им. М. Горького; колумбарий, 8 уч.

- Серов, Валентин Александрович (1865—1911) — живописец и график; перезахоронен с Донского кладбища; 2 уч. 22 ряд.
- Серов, Владимир Александрович (1910—1968) — художник, Президент АХ СССР; 6 уч. 8 ряд.

- Сеченов, Иван Михайлович (1829—1905) — физиолог, почётный член Петербургской АН; перезахоронен с Ваганьковского кладбища; 4 уч. 38 ряд
- Сивков, Григорий Флегонтович (1921—2009) — лётчик-штурмовик, генерал-майор (1975), дважды Герой Советского Союза (1944, 1945); 3 уч. 60 ряд
- Сиволап, Иван Кузьмич (1909—1968) — министр пищевой промышленности СССР (1951—1953); 7 уч. пр.ст. 5 ряд.
- Сидоренко, Александр Васильевич (1917—1982) — геолог, Министр геологии СССР (1965—1976), академик АН СССР (1966); 9 уч. 9 ряд.
- Силантьев, Александр Петрович (1916—1998) — Маршал авиации, Герой Советского Союза; 11 уч. 4 ряд
- Симагин, Владимир Павлович (1919—1968) — международный гроссмейстер (1962); колумбарий, 131 секция, в районе 8 уч. 33 ряда
- Симбирцев, Василий Николаевич (1901—1982) — Народный архитектор СССР, Главный архитектор Сталинграда.
- Симов, Виктор Андреевич (1858—1935) — театральный художник, заслуженный деятель искусств РСФСР; 2 уч. 17 ряд.
- Симонов, Евгений Рубенович (1925—1994) — главный режиссёр Театра имени Вахтангова и Малого театра, народный артист СССР; 2 уч. 20 ряд рядом с отцом режиссёром Рубеном Симоновым.
- Симонов, Рубен Николаевич (1899—1968) — актёр, главный режиссёр Театра имени Вахтангова, народный артист СССР; автор памятника Н. Б. Никогосян; 2 уч. 20 ряд.
- Симсон, Татьяна Павловна (1892—1960) — российский и советский детский психиатр, одна из основополжников детской психиатрии в России, профессор, доктор медицинских наук; 4 уч. 14 ряд.
- Синицын, Григорий Иванович (1900—1947) — генерал-майор; 4 уч. 60 ряд.
- Сисакян, Норайр Мартиросович (1907—1966) — биохимик, академик АН СССР (1960); 6 уч. 31 ряд.
- Сиснев, Иван Поликарпович (1905—1947) — главный редактор газеты «Труд» (1946—1947); 4 уч. 55 ряд
- Ситковецкий, Юлиан Григорьевич (1925—1958) — скрипач; автор памятника Эрнст Неизвестный; 5 уч. 17 ряд.
- Сказкин, Сергей Даниилович (1890—1973) — историк, академик АН СССР (1958), Герой Социалистического Труда (1970); 7 уч. лев.ст. 5 ряд.
- Скворцов, Михаил Александрович (1876—1963) — патологоанатом, патологоанатом болезней детского возраста, академик АМН СССР (1945); 8 уч. 25 ряд
- Скворцов, Николай Александрович (1899—1974) — Первый секретарь ЦК КП Казахстана, Министр технических культур и совхозов СССР; 7 уч. лев. ст. 7 ряд.
- Скляров, Максим Гаврилович (1914—1958) — лётчик-штурмовик, генерал-майор авиации, Герой Советского Союза; 5 уч. 28 ряд
- Скобельцын, Дмитрий Владимирович (1892—1990) — физик, академик АН СССР; 10 уч. 6 ряд.
- Скобцева, Ирина Константиновна (1927—2020) — советская и российская актриса театра и кино; 10 уч. 9 ряд.
- Скоморохов, Николай Михайлович (1920—1994) — лётчик, начальник Военно-воздушной академии имени Ю. А. Гагарина, Маршал авиации, дважды Герой Советского Союза; 11 уч. 4 ряд
- Скопина, Людмила Александровна (1903—1992) — актриса театра и кино, народная артистка РСФСР (1954); 6 уч. 11 ряд.
- Скржинский, Николай Кириллович (1904—1957) — авиаконструктор, совместно с Н. И. Камовым создатель первого отечественного автожира КАСКР-1 (1929), участвовал в разработке самолётов Як; 5 уч. 14 ряд.
- Скрипко, Николай Семёнович (1902—1987) — Маршал авиации; 11 уч. 1 ряд
- Скрынников, Семён Емельянович (1898—1969) — Нарком заготовок СССР (1938—1939); колумбарий, секция 130-35-2.
- Скрябин, Александр Николаевич (1872—1915) — композитор, пианист; автор памятника Е. А. Рудаков; 3 уч. 40 ряд.
- Скрябин, Георгий Константинович (1917—1989) — микробиолог, биохимик, академик АН СССР и ВАСХНИЛ; 10 уч. 5 ряд.
- Скрябин, Константин Иванович (1878—1972) — гельминтолог, академик ВАСХНИЛ, АН и АМН СССР; 7 уч. лев.ст. 2 ряд.
- Скуйбин, Владимир Николаевич (1929—1963) — кинорежиссёр; 3 уч. 56 ряд.
- Славин, Николай Васильевич (1903—1958) — Чрезвычайный и Полномочный Посол в Дании (1955—1958), генерал-лейтенант (1945); 5 уч. 25 ряд.
- Славский, Ефим Павлович (1898—1991) — руководитель атомной отрасли страны, Министр среднего машиностроения СССР; 10 уч. 1 ряд.
- Славянов, Николай Николаевич (1878—1958) — гидрогеолог, член-корреспондент АН СССР (1946); сын изобретателя электрической дуговой сварки металлов Н. Г. Славянова; 5 уч. 27 ряд
- Сладковский, Михаил Иосифович (1906—1985) — экономист, член-корреспондент АН СССР (1972); колумбарий, 132 секция, в районе 8 уч.
- Сластенина-Шухмина, Нина Иосифовна (1889—1966) — актриса МХАТа, заслуженная артистка РСФСР; 2 уч. 9 ряд.
- Слепнёв, Маврикий Трофимович (1896—1965) — лётчик, полковник, Герой Советского Союза; 6 уч. 12 ряд
- Слиц, Антон Иванович (1894—1945) — генерал-майор (1944), Герой Советского Союза (1944); 4 уч. 11 ряд
- Слуцкий, Абрам Аронович (1898—1938) — начальник Иностранного отдела НКВД СССР; 1 уч. 11 ряд.
- Слуцкий, Михаил Яковлевич (1907—1959) — режиссёр и оператор документального кино, заслуженный деятель искусств Украинской ССР; 5 уч. 34 ряд.
- Смеляков, Ярослав Васильевич (1913—1972) — поэт, критик, переводчик; 7 уч. пр.ст. 21 последний ряд.
- Смирнов, Александр Иванович (1888—1945) — биохимик, член-корреспондент АН СССР (1943); колумбарий, секция 71-3-1
- Смирнов, Борис Александрович (1908—1982) — актёр театра и кино, народный артист СССР; 10 уч. 1 ряд.
- Смирнов, Ефим Иванович (1904—1989) — Министр здравоохранения СССР (1947—1953), академик АМН СССР (1948), генерал-полковник медицинской службы (1943), Герой Социалистического Труда (1978); 11 уч. 1 ряд
- Смирнов, Лев Николаевич (1911—1986) — Председатель Верховного Суда РСФСР и СССР; 10 уч. 3 ряд.
- Смирнов, Леонид Васильевич (1916—2001) — заместитель Председателя Совета Министров СССР; 10 уч. 3 ряд.
- Смирнов, Николай Иванович (1917—1992) — Адмирал Флота, Герой Советского Союза; 11 уч. 3 ряд
- Смирнов, Павел Васильевич (1894—1954) — нарком, затем министр мясной и молочной промышленности СССР (1938—1946); 4 уч. 61 ряд.
- Смирнов, Сергей Сергеевич (1915—1976) — писатель, главный редактор «Литературной газеты»; автор памятника Л. Л. Берлин; 9 уч. 1 ряд.
- Смирнов-Сокольский, Николай Павлович (1898—1962) — артист эстрады, писатель, народный артист РСФСР (1957); 8 уч. 16 ряд.
- Смиртюков, Михаил Сергеевич (1909—2004) — управляющий делами Совета Министров СССР; 3 уч. 1 ряд.
- Смит-Фалькнер, Мария Натановна (1878—1968) — экономист, статистик, член-корреспондент АН СССР; колумбарий, 126 секция
- Смоктуновский, Иннокентий Михайлович (1925—1994) — актёр театра и кино, народный артист СССР; автор памятника С. А. Щербаков; 10 уч. 8 ряд.
- Смольский, Павел Александрович (1931—1987) — Первый секретарь Рязанского обкома КПСС (1985—1987); 10 уч. 4 ряд.
- Смородинов, Иван Васильевич (1894—1953) — генерал-полковник (1941); 4 уч. 24 ряд
- Смыслов, Василий Васильевич (1921—2010) — чемпион мира по шахматам (1957—1958), международный гроссмейстер (1950), Заслуженный мастер спорта СССР (1948); 5 уч. 43 ряд
- Собинов, Леонид Витальевич (1872—1934) — оперный певец (лирический тенор); автор памятника В. И. Мухина; 2 уч. 22 ряд.
- Соболев, Аркадий Александрович (1903—1964) — Постоянный представитель СССР при ООН; 6 уч. 13 ряд.
- Соболев, Афанасий Петрович (1919—1958) — лётчик, полковник, Герой Советского Союза (1943); 5 уч. 16 ряд
- Соболев, Константин Фёдорович (1920—1965) — лётчик-истребитель, майор, Герой Советского Союза (1946); 6 уч. 15 ряд
- Соболев, Леонид Сергеевич (1898—1971) — писатель, руководитель Союза писателей РСФСР; 7 уч. пр.ст. 17 ряд.
- Соболев, Сергей Львович (1908—1989) — математик, академик АН СССР; 10 уч. 5 ряд.
- Соболев, Юрий Васильевич (1887—1940) — литературовед, театровед; 2 уч. 36 ряд.
- Соболь, Андрей (1888—1926) — русский писатель; 3 уч. 63 ряд.
- Соболь, Марк Андреевич (1818—1999) — русский советский поэт; 3 уч. 63 ряд.
- Соколов, Николай Александрович (1903—2000) — художник, живописец, график, карикатурист; 10 уч. 7 ряд (см. также Кукрыниксы).
- Соколов, Сергей Леонидович — Маршал Советского Союза (1978), Герой Советского Союза, Министр обороны СССР (1984—1987).
- Соколов-Скаля, Павел Петрович (1899—1961) — живописец, график, действительный член АХ СССР; 8 уч. 12 ряд.
- Соколовская, Антонина Александровна (1867—1952) — театральная актриса, народная артистка РСФСР (1943); 2 уч. 17 ряд.
- Солнцева, Юлия Ипполитовна (1901—1989) — актриса и кинорежиссёр, народная артистка СССР; 3 уч. 62 ряд рядом с мужем А. П. Довженко.
- Соловьёв, Владимир Александрович (1907—1978) — драматург, автор пьес в стихах; 1 уч. 7 ряд.
- Соловьёв, Зиновий Петрович (1876—1928) — один из организаторов советского здравоохранения и пионерлагеря «Артек», Председатель Российского общества Красного Креста, профессор; автор памятника Н. А. Андреев; 3 уч. 63 ряд
- Солодуев, Николай Никанорович (1890—1971) — гобоист, педагог, заслуженный деятель искусств РСФСР (1966), профессор Московской консерватории (1943); колумбарий, в районе 7 уч. лев.ст. 21 ряда.
- Соломенцев, Михаил Сергеевич (1913—2008) — председатель Совета Министров РСФСР, Председатель Комитета партийного контроля при ЦК КПСС; 3 уч. 46 ряд.
- Сорокин, Степан Андреевич (1900—1959) — генерал-полковник инженерно-технической службы, член-корреспондент Академии артиллерийских наук; 5 уч. 33 ряд.
- Соснин, Леонид Антонович (1895—1973) — нарком промышленности строительных материалов СССР (1939—1946); колумбарий, 135 секция, в районе 7 уч. лев. ст. 15 ряда.
- Соснин, Николай Николаевич (1884—1962) — актёр театра и кино, народный артист РСФСР (1957); 2 уч. 15 ряд.
- Софроницкий, Владимир Владимирович (1901—1961) — пианист; 8 уч. 13 ряд.
- Спандарян, Степан Суренович (1906—1987) — баскетболист, Заслуженный мастер спорта СССР (1943), Заслуженный тренер СССР (1957); 1 уч. 13 ряд
- Спарре, Ян Юрьевич (1891—1962) — тяжелоатлет, Заслуженный мастер спорта СССР; 3 уч. 57 ряд
- Спасокукоцкий, Сергей Иванович (1870—1943) — хирург, академик АН СССР; 2 уч. 31 ряд.
- Спектор, Исай Исаакович (1916—1974) — советский и российский театральный деятель, Заслуженный работник культуры РСФСР; 2 уч. 13 ряд.
- Сперанский, Георгий Несторович (1873—1969) — педиатр, член-корреспондент АН СССР (1943), академик АМН СССР (1944), Герой Социалистического Труда (1957); 2 уч. 32 ряд
- Сперанский, Михаил Несторович (1863—1938) — филолог, академик АН СССР (РАН, 1921); колумбарий, секция 55-1-2.
- Сперантова, Валентина Александровна (1904—1978) — актриса Центрального детского театра, киноактриса, народная артистка СССР; 6 уч. 2 ряд.
- Спицын, Виктор Иванович (1902—1988) — химик, академик АН СССР (1958), Герой Социалистического Труда (1969); 1 уч. 12 ряд.
- Стамо, Евгений Николаевич (1912—1987) — архитектор; 1 уч. 26 ряд.
- Станиславский, Константин Сергеевич (1863—1938) — режиссёр, актёр, реформатор и теоретик театра, педагог, вместе с В. И. Немировичем-Данченко основатель Художественного театра; автор памятника С. А. Щербаков; 2 уч. 17 ряд.
- Старовский, Владимир Никонович (1905—1975) — начальник Центрального статистического управления Госплана СССР; 7 уч. лев.ст. 11 ряд.
- Старостин, Максим Иванович (1902—1948) — Первый секретарь Мурманского обкома ВКП(б) (1939—1945), генерал-майор (1944); 3 уч. 63 ряд.
- Степанов, Александр Николаевич (1892—1965) — писатель; 6 уч. 25 ряд.
- Степанов, Вячеслав Васильевич (1889—1950) — математик, член-корреспондент АН СССР (1946); 4 уч. 23 ряд
- Степанов, Павел Иванович (1880—1947) — геолог, академик АН СССР (1939); 3 уч. 44 ряд.
- Степанов, Сергей Иванович (1876—1935) — участник революционного движения с 1895 года, делегат II съезда РСДРП (1903); колумбарий, 3 уч.
- Степанова, Ангелина Иосифовна (1905—2000) — актриса Художественного театра, киноактриса, народная артистка СССР; 1 уч. 15 ряд рядом с мужем писателем А. А. Фадеевым.
- Стерлигов, Борис Васильевич (1901—1971) — советский авиационный штурман, генерал-лейтенант авиации, первый флагманский (Главный) штурман ВВС СССР (1933—1947). Совершил в 1929 году авиаперелёт Москва — Нью-Йорк; колумбарий.
- Стефановский, Пётр Михайлович (1903—1976) — лётчик-испытатель, генерал-майор авиации (1944), Герой Советского Союза (1948); колумбарий, 131 секция, в районе 8 уч.
- Стеценко, Андрей Митрофанович (1903—1960) — советский военный деятель, контр-адмирал.
- Стеценко, Иван Яковлевич (1891—1958) — военный деятель, начальник Технического управления и Управления технического снабжения ВМФ, инженер-вице-адмирал.
- Стечкин, Борис Сергеевич (1891—1969) — конструктор авиационных двигателей, академик АН СССР, лауреат Ленинской и Государственной премий СССР; дядя конструктора стрелкового оружия И. Я. Стечкина; 3 уч. 45 ряд.
- Анна Стешенко-Фурманова (около 1898—1941, Москва) — деятель советской культуры, участница Первой мировой и Гражданской войны. Жена Дмитрия Фурманова, комиссара 25-й стрелковой дивизии, которой командовал В. И. Чапаев и писателя. Послужила прообразом Анки-пулеметчицы в фильме братьев Васильевых «Чапаев» (1934).
- Столица, Евгений Иванович (1870—1929) — художник; 1 уч. 20 ряд
- Стрелецкий, Николай Станиславович (1885—1967) — специалист по металлическим конструкциям и мостостроению, член-корреспондент АН СССР, Заслуженный деятель науки и техники РСФСР; 6 уч. 37 ряд
- Строев, Николай Сергеевич (1912—1997) — учёный в области исследований аэродинамических характеристик самолётов, дважды Герой Социалистического Труда (1966, 1982), доктор технических наук; 1 уч. 15 ряд
- Строева, Марианна Николаевна (1917—2006) — театровед и театральный критик, автор книг по истории советского театра; 3 уч. 34 ряд.
- Строкин, Николай Иванович (1906—1972) — министр автомобильной промышленности СССР (1955—1957); 7 уч. лев.ст. 2 ряд.
- Струмилин, Станислав Густавович (1877—1974) — экономист, статистик, академик АН СССР; 7 уч. лев.ст. 8 ряд.
- Струсельба, Михаил Максимович  (1899—1959) — генерал-майор инженерно-технической службы, действительный член Академии артиллерийских наук; 5 уч. 29 ряд.
- Стученко, Андрей Трофимович (1904—1972) — генерал армии; 6 уч. 40 последний ряд
- Судаков, Илья Яковлевич (1890—1969) — главный режиссёр Малого театра, народный артист РСФСР, профессор ГИТИСа; 7 уч. пр. ст. 8 ряд рядом с актрисой К. Н. Еланской.
- Судакова, Ирина Ильинична (1923—2000) — режиссёр, театральный педагог.
- Судец, Владимир Александрович (1904—1981) — Маршал авиации, Герой Советского Союза; 7 уч. лев.ст. 17 ряд
- Сулержицкий, Леопольд Антонович (1872—1916) — театральный режиссёр, художник, педагог; 2 уч. 11 ряд.
- Супрун, Степан Павлович (1907—1941) — лётчик-испытатель, лётчик-истребитель, подполковник, дважды Герой Советского Союза; перезахоронен в 1960 году; 8 уч. 5 ряд
- Сурков, Алексей Александрович (1899—1983) — поэт, автор песен, главный редактор «Литературной газеты» и журнала «0гонёк»; 10 уч. 1 ряд.
- Сусайков, Иван Захарович (1903—1962) — генерал-полковник танковых войск; 8 уч. 17 ряд
- Сухов, Дмитрий Петрович (1867—1958) — архитектор-реставратор, исследователь русской архитектуры; 3 уч. 65 ряд.
- Сухов, Иван Прокофьевич (1895—1962) — генерал-полковник танковых войск, Герой Советского Союза (1945); 8 уч. 18 ряд
- Сухой, Павел Осипович (1895—1975) — авиаконструктор, дважды Герой Социалистического Труда; 7 уч. лев.ст. 11 ряд.
- Сухотин, Павел Сергеевич (1884—1935) — поэт, прозаик, драматург; 2 уч. 2 ряд.